# 8333 Medina
8333 Medina è un asteroide della fascia principale. Scoperto nel 1982, presenta un'orbita caratterizzata da un semiasse maggiore pari a 2,7400371 au e da un'eccentricità di 0,1061413, inclinata di 8,65456° rispetto all'eclittica.